# Nachrichtenmagazin
Ein Nachrichtenmagazin ist ein regelmäßig (meist wöchentlich) erscheinendes Nachrichtenformat, das einer breiten Öffentlichkeit aktuelle, vorwiegend politische, aber auch wirtschaftliche, kulturelle und sonstige Nachrichten zugänglich macht.

## Definition
Ein Nachrichtenmagazin ist ein „in Rundfunk, Fernsehen, Printmedien oder im Internet vertretenes Nachrichtenformat, das aktuelle politische, wirtschaftliche, kulturelle o. Ä. Themen behandelt“
Zu unterscheiden sind Printmagazine (z. B. Der Spiegel), Fernsehnachrichtensendungen (z. B. Tagesthemen, heute-journal), Magazinsendungen – darunter Politmagazine (z. B. Monitor, Panorama, Report), Wirtschaftsmagazine, Kulturmagazine und Regionalmagazine – und Onlinemagazine.
Kriterien für Printmagazine
- wöchentliche Erscheinungsweise (zur Abgrenzung von Monatsblättern oder Vierteljahresschriften)
- vorwiegend politische, allgemeine und sonstige Nachrichten (zur Abgrenzung von Wirtschaftsmagazinen)
- textbetont (zur Abgrenzung von aktuellen Illustrierten)
- Form einer Zeitschrift (zur Abgrenzung von Wochenzeitungen)
- Publikumspresse (zur Abgrenzung von eher spezialisierten Mitteilungsblättern)

## Deutsche Nachrichtenmagazine
In Deutschland gilt Der Spiegel (seit 1946) als Prototyp des klassischen Nachrichtenmagazins. Der Stern (seit 1948) wird als politische Illustrierte klassifiziert, von einigen auch als politisches Nachrichtenmagazin, der Focus aus dem Burda Verlag in München (seit 1993) als illustriertes Nachrichtenmagazin. Der Spiegel und der Stern betrachten sich gegenseitig als wichtigste Wettbewerber. 
Onlineausgaben (Auswahl)
- Der Spiegel (online)
- Zeit Online
- Focus Online
- Stern.de

ehemalige Nachrichtenmagazine in Deutschland waren unter anderem:
- Quick 25. April 1948 bis zum 27. August 1992
- Der Scheinwerfer (im Oktober 1950 eingestellt).
- Kritik (Frankfurt)
- Information (Wiesbaden)
- Mix (im Januar 1955 eingestellt)
- Plus (München, 20. November 1959 bis Januar 1960)
- Moment (nur Probenummer)
- Kontinent (1961)
- aktuell (1961)
- Zeitung (Stuttgart, 1964–1965)
- Deutsches Panorama (1966–1967)
- Dialog (Bonn, 1970 bis Juni 1973)
- Spontan (1968–1984)
- puls (nur Nullnummer am 1. April 1988)
- Ergo (Projekt der Bauer Verlagsgruppe, wurde nach zweijährigem Testlauf, der zu Mitte der 1990er Jahre ausschließlich mit Probenummern erfolgte, aufgegeben)
- Sputnik (1967–1997)[4]

## Österreichische Nachrichtenmagazine
In Österreich gibt es mit profil ein Nachrichtenmagazin, das eine verkaufte Auflage von über 100.000 Exemplaren hat. Seit 1992 erscheint mit News ein zweites Nachrichtenmagazin. 1998 erschien die erste Ausgabe der Wochenzeitschrift Format. In den Jahren 1955 bis 1993 erschien die Wochenpresse, die als eine der ersten Nachrichtenmagazine Österreichs gilt.

## Schweizer Nachrichtenmagazine
Das bekannteste Nachrichtenmagazin der Schweiz ist die Weltwoche mit einer verbreiteten Auflage von 52.543 Exemplaren (2017). Daneben gibt es weitere Zeitungen wie die NZZ am Sonntag, die SonntagsZeitung oder der SonntagsBlick.
Die Titel Facts (2007) und L’Hebdo (2017) wurden aus Rentabilitätsgründen eingestellt.

## Internationale Nachrichtenmagazine (Auswahl)
| Frankreich - L’Express - L’Obs - Le Point Vereinigtes Königreich - The Economist Italien - Panorama - L’Espresso - Epoca - L’Europeo (1945–2013) | Spanien - Tiempo Kanada - Maclean’s - L’Actualité (frz. Monatsblatt) Niederlande - Elsevier - HP/De Tijd - Vrij Nederland | Portugal - Sábado - Visão USA - Time - Newsweek - U. S. News & World Report - Mother Jones - The Washington Examiner Brasilien - Veja |